# Joseph Davies
Joseph Edward Davies (Watertown, 29 novembre 1876 – Washington, 9 maggio 1958) è stato un giurista, politico e diplomatico statunitense.

## Biografia
Nato a Watertown, in Wisconsin, da una famiglia di origine gallese, Davies fu valedictorian della sua classe di liceo in occasione del diploma nel 1894. In seguito studiò presso l'Università del Wisconsin-Madison, e si laureò in giurisprudenza nel 1901, per poi tornare a Watertown e aprire uno studio legale.
Divenne quindi membro del Partito Democratico, e ricoprì i ruoli di aldermanno per due anni e di procuratore distrettuale per quattro anni nella Contea di Jefferson. Fu presidente nel 1912 del distaccamento occidentale del comitato per la corsa alla presidenza di Woodrow Wilson. In seguito fu nominato dallo stesso Wilson presidente della Federal Trade Commission. Nel 1918 fu candidato al Senato ma fu sconfitto da Irvine Lenroot.
Nel 1919 assistette Wilson durante la conferenza di pace di Parigi. Fu in seguito ambasciatore degli Stati Uniti in Unione Sovietica (dal 1936 al 1938) e in Belgio (dal 1938 al 1939).